# Thomas Tien Ken-sin

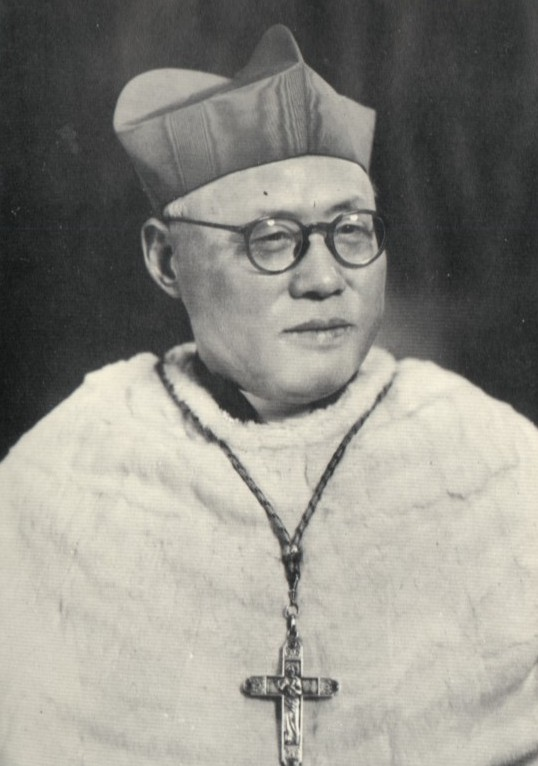
Thomas Kardinal Tien-Ken-Sin

Kardinalswappen von Thomas Tien Ken-sin; Wahlspruch (lat.): Adveniat Regnum Tuum

Thomas Kardinal Tien Ken-sin SVD, auch Thomas Tienchensin (chin.: 田耕莘) (* 24. Oktober 1890 in Chantsui, China; † 24. Juli 1967 in Taipeh, Taiwan) war Erzbischof von Peking und Vorsitzender der Katholischen Fu-Jen-Universität.

## Leben
Thomas Tien Ken-sin studierte Katholische Theologie am Priesterseminar von Yenchowfu und empfing am 9. Juni 1918 das Sakrament der Priesterweihe. Anschließend arbeitete er als Gemeindeseelsorger. Im Jahre 1929 trat er in die Gemeinschaft der Steyler Missionare ein.
Am 23. Februar 1934 ernannte ihn Papst Pius XI. zum Apostolischen Präfekten von Yangku. Mit der Erhebung der Präfektur ernannte ihn Papst Pius XII. am 11. Juli 1939 zum Titularbischof von Ruspae und zum Apostolischen Vikar von Yangku. Die Bischofsweihe spendete ihm der Papst persönlich am 29. Oktober desselben Jahres in Rom; Mitkonsekratoren waren Erzbischof Celso Costantini, Sekretär der Kongregation Propaganda Fide, und emeritierte Apostolische Vikar von Uganda, Erzbischof Heinrich Streicher MAfr. Am 10. November 1942 wurde er zum Apostolischen Vikar von Tsingtao ernannt.
Am 18. Februar 1946 nahm ihn Pius XII. als Kardinalpriester mit der Titelkirche Santa Maria in Via in das Kardinalskollegium und ernannte ihn kurz darauf, am 11. April 1946, zum ersten (und bis heute einzigen) Erzbischof von Peking. Er war der erste Kardinal aus Ostasien. 1951 wurde Thomas Tien Ken-sin von den kommunistischen Machthabern der Volksrepublik China ausgewiesen.
Bei dem Konklave 1958, an dem am 28. Oktober 1958 Papst Johannes XXIII. gewählt wurde, waren die beiden Siegburger Ärzte Alfred Möhlenbruch und Norbert Zylka Teilnehmer des Konklaves im Vatikan. Sie begleiteten Kardinal Thomas Tien Ken-sin, der kurz zuvor bei einem Autounfall auf der B 56 zwischen Bonn und Sankt Augustin-Hangelar schwer verletzt wurde. Der Kardinal hatte sich im Sommer 1958 im Ordenshaus der Steyler Missionare in Sankt Augustin aufgehalten und wurde nach dem Unfall fast ein ganzes Jahr lang im Siegburger Krankenhaus behandelt. 
Er war zudem Teilnehmer des Konklaves 1963, in dem Papst Paul VI. gewählt wurde. Er nahm an der ersten Sitzungsperiode des Zweiten Vatikanischen Konzils als Konzilsvater teil. Von 1959 bis 1966 stand er als Apostolischer Administrator dem Erzbistum Taipeh vor.
Er starb am 24. Juli 1967 in Taipeh und wurde in der dortigen Kathedrale bestattet.